# 千姫 (1954年の映画)
『千姫』（せんひめ）は、1954年に公開された木村恵吾監督による日本映画。
第8回カンヌ国際映画祭コンペティション部門で上映された。

## キャスト
以下の出演者名と役名はKINENOTEに従った。
- 京マチ子 - 千姫
- 菅原謙二 - 湯浅新六
- 市川雷蔵 - 豊臣秀頼
- 三田隆 - 本多平八郎
- 山形勲 - 坂崎直盛、出羽守
- 進藤英太郎 - 本多正信
- 伊志井寛 - 徳川秀忠
- 東山千栄子 - 淀君
- 大河内傳次郎 - 徳川家康
- 峰幸子 - 娘おちょぼ
- 南條新太郎 - 亀井新之丞
- 杉山昌三九 - 森善九郎
- 石黒達也 - 柳生又右衛門
- 花柳武始 - 松井主税
- 小町瑠美子 - 紅梅
- 毛利菊枝 - 桃井の局
- 尾上栄五郎 - 香川仁兵衛
- 荒木忍 - 坂崎勘兵衛
- 光岡龍三郎 - 坂部三十郎
- 南部彰三 - 大久保彦左衛門
- 原聖四郎 - 林権之助
- 水原洋一 - 水野彌八
- 市川男女之助 - 佐渡島右近
- 天野一郎 - 萩原万彌
- 葉山富之輔 - 天海僧正
- 堀北幸夫 - 山内一馬
- 越川一 - 今泉小十郎
- 大浪東吾 - 小島主水
- 安田祥郎 - 望月八郎
- 千葉登四男 - 海野六郎
- 高原朝子 - 腰元
- 松岡信江 - 腰元
- 種井信子 - 腰元

## スタッフ
以下のスタッフ名はKINENOTEに従った。
- 監督 - 木村恵吾
- 脚本 - 八尋不二
- 企画 - 辻久一
- 製作 - 永田雅一
- 撮影 - 杉山公平
- 美術 - 伊藤熹朔
- 音楽 - 早坂文雄
- 録音 - 大角正夫
- 照明 - 岡本健一
- 時代考証 - 甲斐荘楠音

## 受賞歴
- 1954年 第9回毎日映画コンクール
  - 特別賞 色彩技術賞 杉山公平他・大映作品『千姫』の色彩技術関係者[5]